# Ufomammut
Ufomammut est un groupe de doom metal italien. Au fil de son existence, Ufomammut participe à de nombreux festivals incluant Hellfest, Festival de Dour, Roadburn Festival.

## Biographie

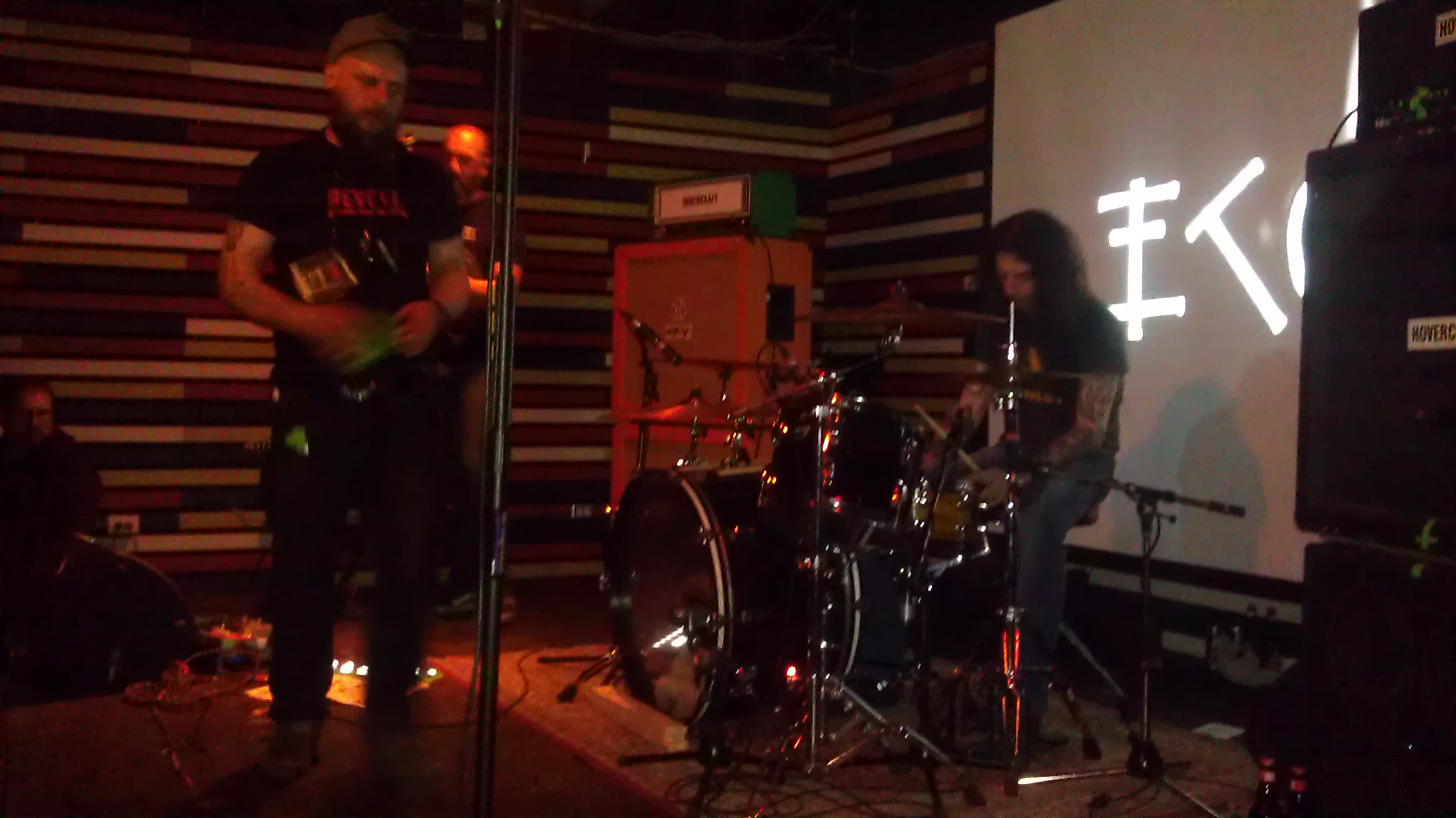
Spectacle d'Ufomammut au Bar Le Ritz PDB à Montréal, Québec, Canada, le 15 mai 2016.

Originaires du Piémont, Poia, Urlo et Vita forment le groupe en 1999. Leur son se distingue par son sludge psychédélique, jouant de longues chansons construites sur des riffs répétés lourdement avec une voix bourdonnante et une grande utilisation des effets sonores, ce qui lui vaut d'être comparé à Electric Wizard.
Godlike Snake, le premier album, sort en 2000, au label Beard of Stars Records. Snailking, le second, est publié quatre ans plus tard. En 2007, le groupe fait une collabaration avec Lento, un autre groupe italien, avant de publier l'année suivante Idolum. En 2009, il fait une petite tournée sur la côte ouest des États-Unis.
En 2010, le groupe sort Eve, son cinquième album, une piste atmosphérique de 45 minutes, divisée en cinq mouvements distinctifs, s'inspirant de la première femme et de sa désobéissance à son créateur. Oro, le suivant, est un double album publié en deux temps en 2012. Son titre est un jeu de mots entre le métal précieux et la phrase latine « Je prie ». Il explore le concept de la connaissance et de sa puissance ; ORO est le processus alchimique pour transformer les peurs de l'homme en essence pure, en or. 
Ils jouent aux États-Unis et au Canada en 2015, et en Nouvelle-Zélande et en Australie en 2016.
En 2020, et après vingt années de carrière, le groupe prend la décision de cesser leur activité suites à une période intense, à des problèmes internes et au départ du membre Vita.

## Membres

### Membres actuels
- Poia - guitare, synthétiseur
- Urlo - basse, synthétiseur, chant
- Levre - batterie, synthétiseur

### Anciens membres
- Vita - Batterie
- Tavor - basse, batterie
- Alien - guitare
- The Flyeater - synthétiseur
- LeGof

## Discographie
- 2000 : Godlike Snake
- 2004 : Snailking
- 2005 : Lucifer Songs
- 2007 : Supernaturals: Record One avec Lento
- 2008 : Idolum
- 2010 : Eve[4]
- 2012 : Oro: Opus Primum
- 2012 : Oro: Opus Alter
- 2015 : Ecate
- 2017 : 8
- 2022 : Fenice